# St. Martin (Morsum)

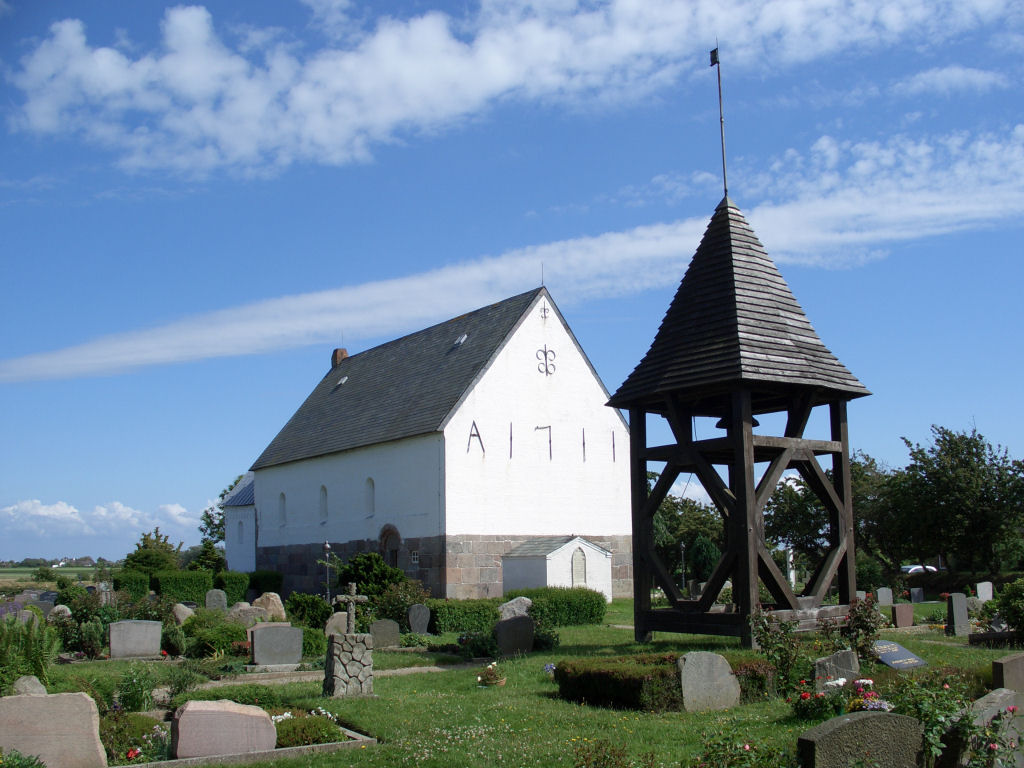
St. Martin mit Glockenstapel

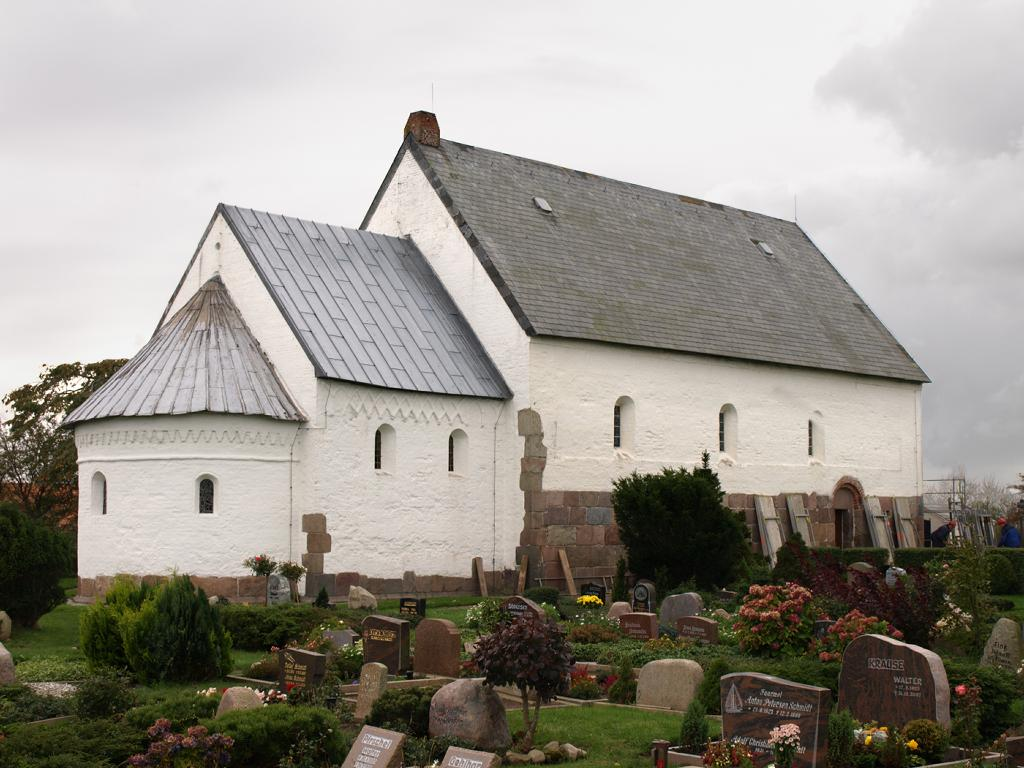
St. Martin von Nordosten gesehen

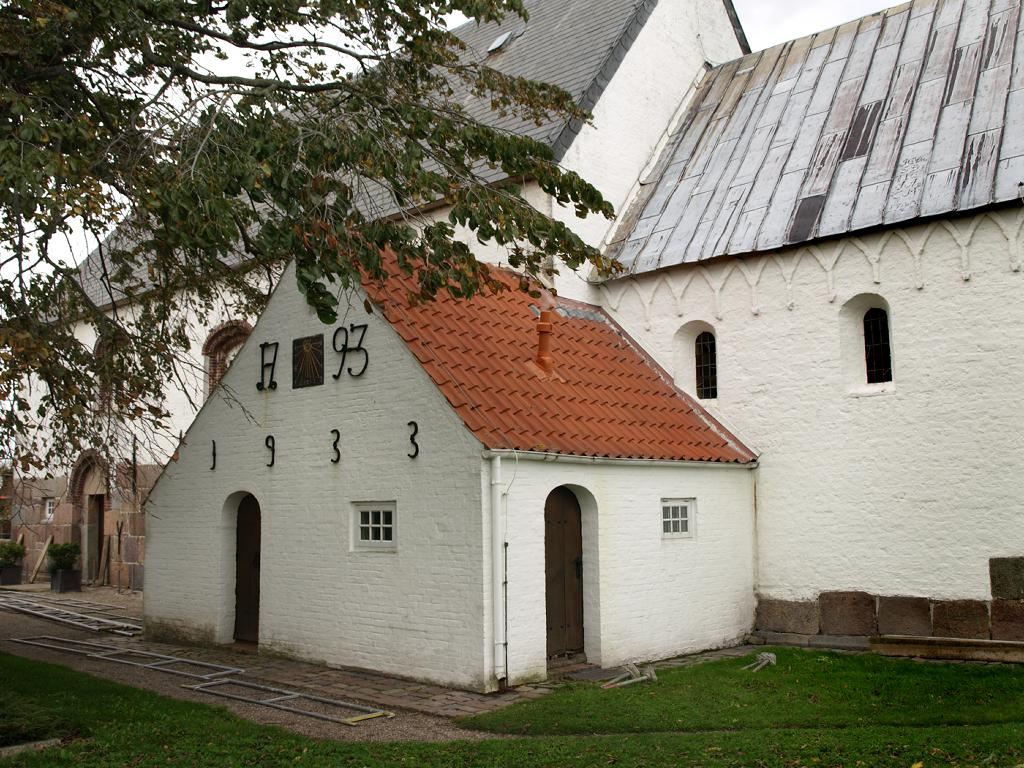
Südseite mit als Sakristei genutztem Vorhaus von 1793

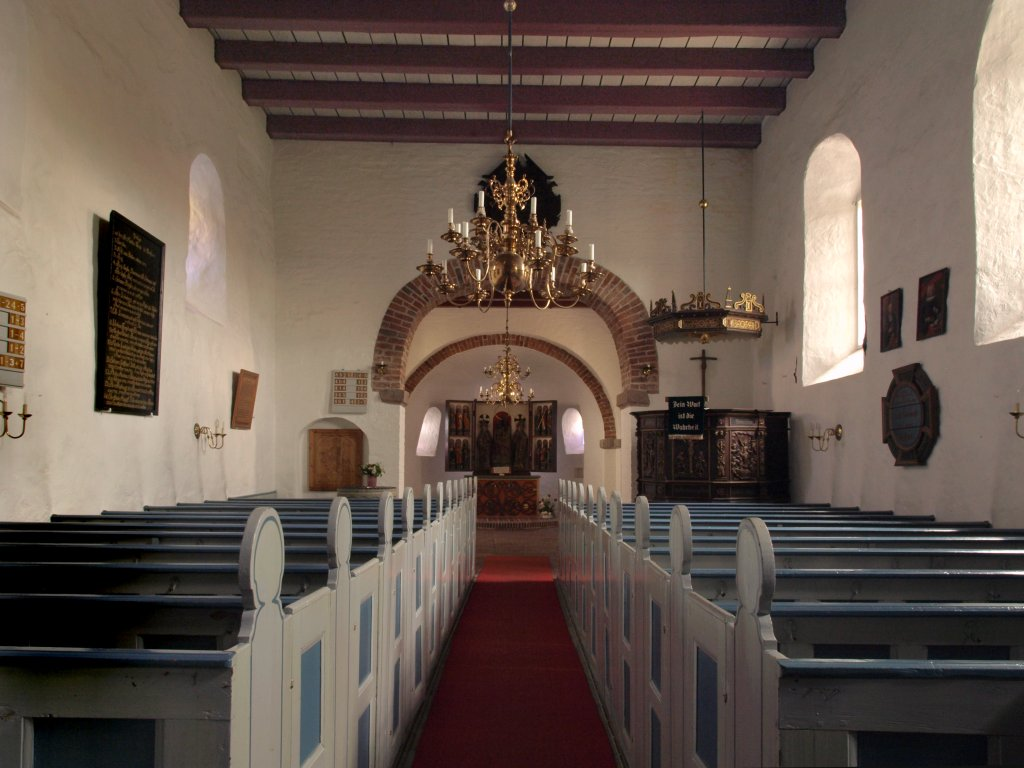
Inneres, Blick zum Altar

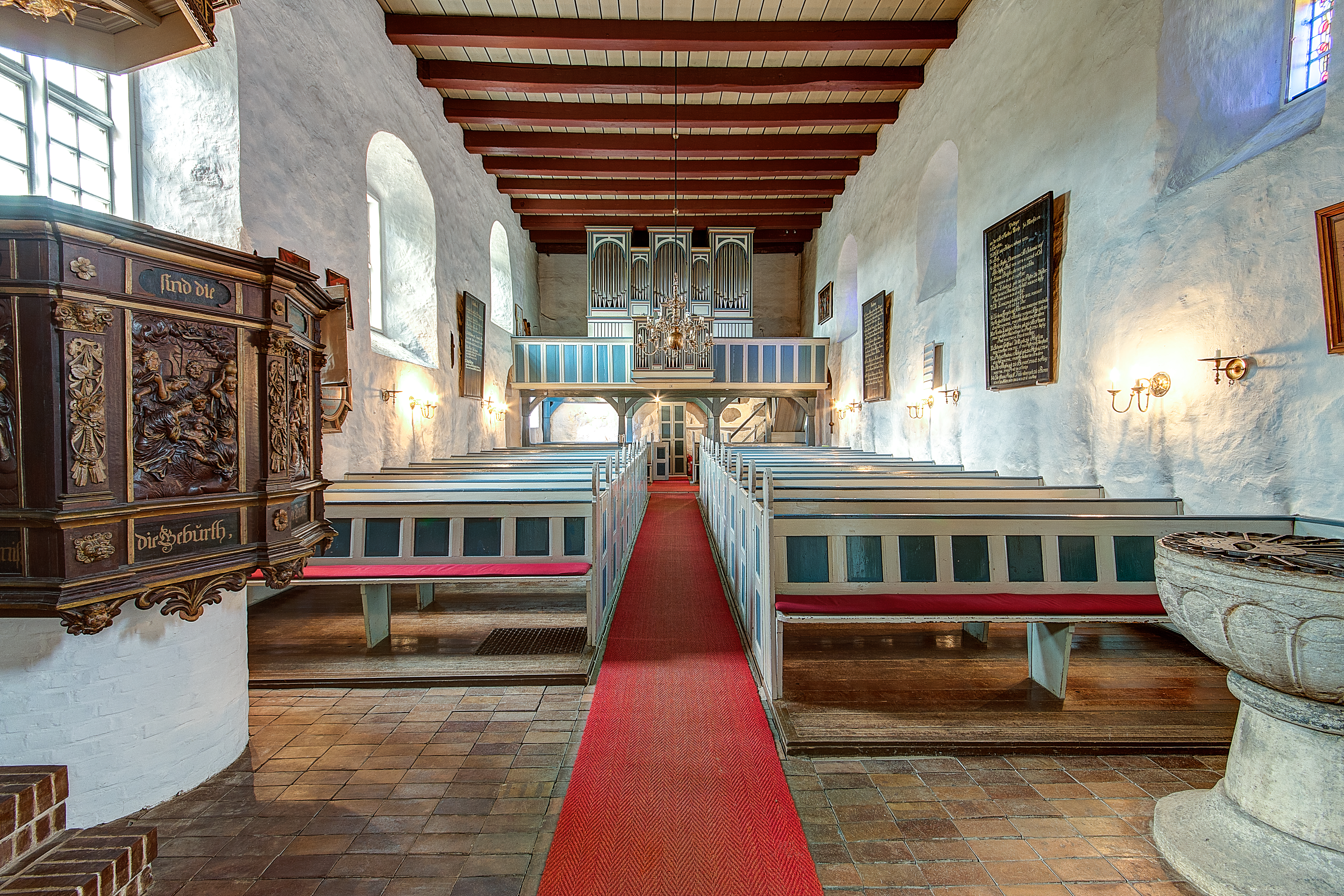
Inneres, Blick zum Kirchenschiff

Die Kirche St. Martin ist eine evangelisch-lutherische Kirche in Morsum auf Sylt. Sie erhielt ihren Namen nach dem heiligen Martin von Tours. Die Kirche steht etwas abseits des Ortes auf einer flachen Hügelkuppe in den Marschwiesen. Im Grundaufbau ähnelt sie der Keitumer Kirche mit eingezogenem Chor und halbrunder Apsis. St. Martin ist jedoch deutlich kleiner und turmlos geblieben. Wie die Keitumer Kirche wurde sie 1240 erstmals urkundlich erwähnt.

## Bau
Die Kirche mit dem eingezogenen Chor und der halbrunden Apsis stammt aus der romanischen Periode. Das Mauerwerk besteht im unteren Bereich aus Granitquadern, darüber wurde für Chor und Apsis Tuffstein, für das Kirchenschiff Backstein verwendet. Diese Kombination ist typisch für die nordfriesischen Inselkirchen und man kann deshalb davon ausgehen, dass St. Martin im letzten Drittel des 12. Jahrhunderts, also vor der eigentlichen Backsteinzeit, erbaut wurde Das Schiff hat noch die alten Nordfenster, auch die drei Fenster der Apsis sind ursprünglich. Apsis und Chor sind mit Rauten- bzw. Treppenfriesen versehen und mit Blei gedeckt. Die Initialen auf dem Bleidach der Apsisbedeuten: HPZ (Herr Peter Zitscher – Propst in Tondern); HOL (Herr Otto Lorenzen – Pastor in Morsum 1657–1701); HUF (Herr Urban Flor, Pastor adjunct. 1692–1701), A.O. 1694. Das Bleidach der Südseite des Chordaches wurde 1790 erneuert und ist mit den Initialen von Pastor Gottfried Witt und seiner Kirchenvorsteher versehen. Die Bleieindeckung des Kirchenschiffes wurde 1895 verkauft und durch Schiefer ersetzt. Im Süden wurde 1793 ein Vorhaus („Kalfaster“) angefügt, welches als Aufenthaltsraum für den Pastor und als Sakristei dient. Es wurde 1933 erneuert. Die Sonnenuhr mit den Initialen MLK (Martin Ludolf Krohn – Pastor in Morsum 1741–1781) und KLJA am Giebel stammt von 1759.

## Glockenstapel
Das Geläut wird von einem Glockenstapel getragen, der etwas abseits der Kirche steht. Er hat vier Ständer und einen achtseitigen Helm und wurde zuletzt 1984 erneuert. In ihm hängt eine Glocke mit der Inschrift „Glori gloria in exelsis Deo 1767“ und „me fecit Johann Nicolaus Bieber in Hamburg“.
Sie wird weiterhin per Hand geläutet.

## Innere
Schiff und Chor werden durch eine Holzbalkendecke abgeschlossen, die Apsis weist ein Halbkuppelgewölbe auf. Vor der Apsis spannt sich ein auf Kämpfern ruhender Rundbogen aus Backsteinen. Der ebenfalls auf Kämpfern ruhende Bogen zwischen Chor und Schiff ist gedrückt rundbogig. Er wurde 1932 erneuert. Eine nördliche Empore aus dem Jahr 1684 hat man im Zuge der Restaurierung 1931–1933 entfernt, die Westempore ist erhalten geblieben. Ebenso wurden 1932 die Sitzreihen aus dem Chorraum entfernt, die Kanzel an den Rand verschoben und der Taufstein an den heutigen Platz verbracht.

## Ausstattung

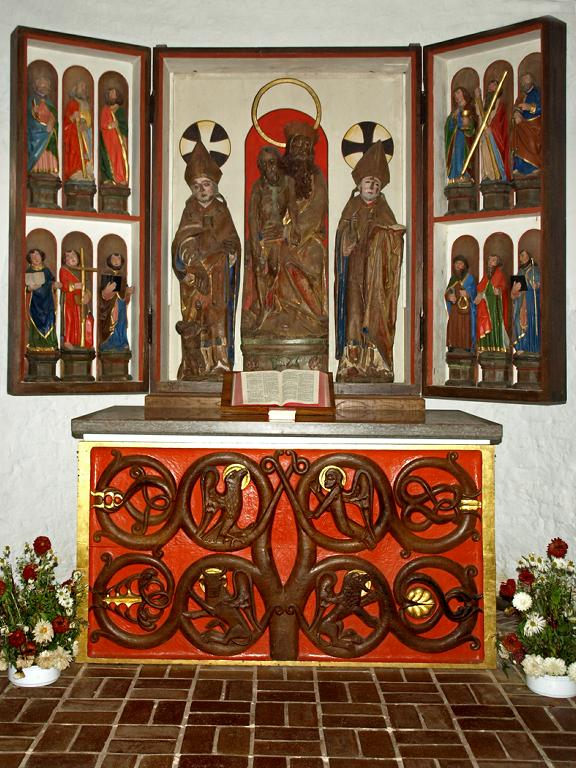
Spätgotischer Flügelaltar

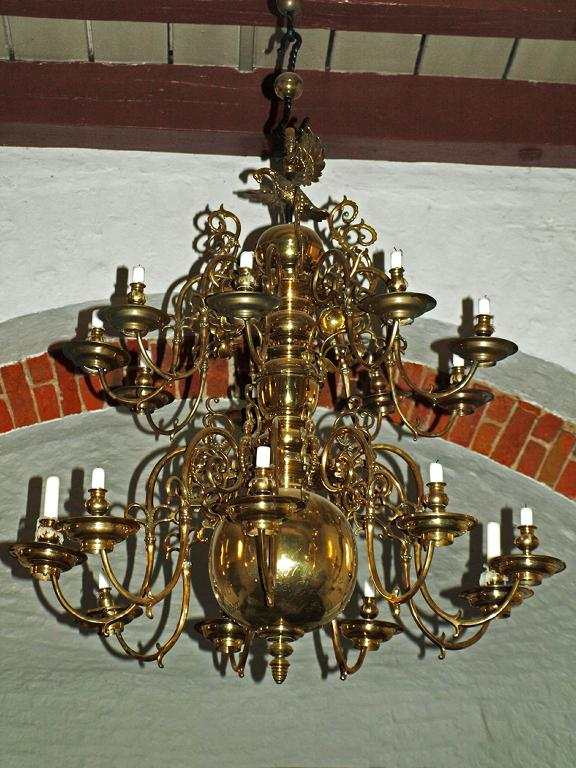
Kronleuchter von 1713

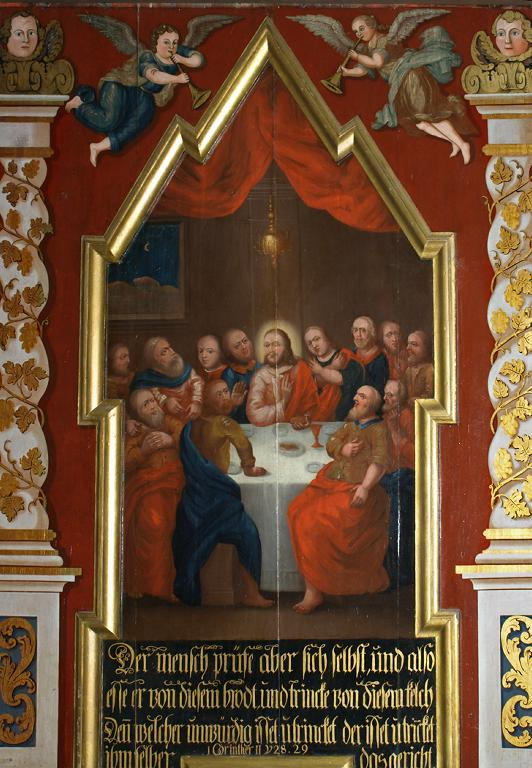
Gemälde „Abendmahl“

### Altar
Die Figuren des Flügelaltars stammen aus der Spätgotik, das Gehäuse ist größtenteils neu von 1933. Im Mittelteil ist der Gnadenstuhl dargestellt. Gottvater präsentiert darin nicht wie üblich den auferstandenen Christus, sondern trägt seinen toten Sohn auf dem Arm (Pieta), auch fehlt die Taube. Seitlich stehen zwei Bischöfe, links St. Severin, rechts St. Martin. Die Seitenflügel nehmen die Figuren der zwölf Apostel auf.

Der Stipes besteht aus Tuffstein, dessen holzgeschnitzter Vorsatz wurde 1933 von Alvin Blaue geschaffen. Darauf sieht man den Lebensbaum mit den Symbolen der vier Evangelisten.

### Taufstein
Der aus drei Blöcken Gotländer Kalkstein hergestellte Taufstein stammt aus der Mitte des 13. Jahrhunderts. Die Kuppa ist mit Rundbogenelementen versehen, die Messingschale stammt aus dem Jahr 1682, die Taufkanne aus dem Jahr 1760.

### Kanzel
Der sechsseitige Kanzelkorb von 1698 besteht aus Eichenholz und ist durch Pilaster gegliedert. Auf sechs Relieffeldern werden Verkündigung, Geburt Christi, Taufe, Kreuzigung, Auferstehung und Himmelfahrt gezeigt. Der Schnitzer dieses Werkes wird zum Umkreis des Langenhorner Bildhauers Süncke Jensse gezählt.
Der fünfseitige Schalldeckel von 1656 war über Jahrzehnte hinweg auf dem Dachboden des Pastorats abgestellt und wurde erst 2004 wieder über dem Kanzelkorb aufgehängt. Er ist mit Obelisken, Volutenaufsätzen und einer goldenen Taube als Symbol des Heiligen Geistes geschmückt.

### Weihwasserbecken
An der linken Seite des Chorraumes befindet sich ein über 1000 Jahre altes Weihwasserbecken, das aus zwei Granitblöcken gehauen wurde und mit vier Kreuzen verziert ist. Bis zu seiner Rückkehr in die Kirche im Jahr 1932 war es zwischenzeitlich als Regenauffangbecken zweckentfremdet gewesen.
Über dem Weihwasserbecken befindet sich an der Wand eine Grabtafel, die an den Tod von 50 Morsumer Seeleuten bei der Sturmflut am 15. März 1744 erinnert

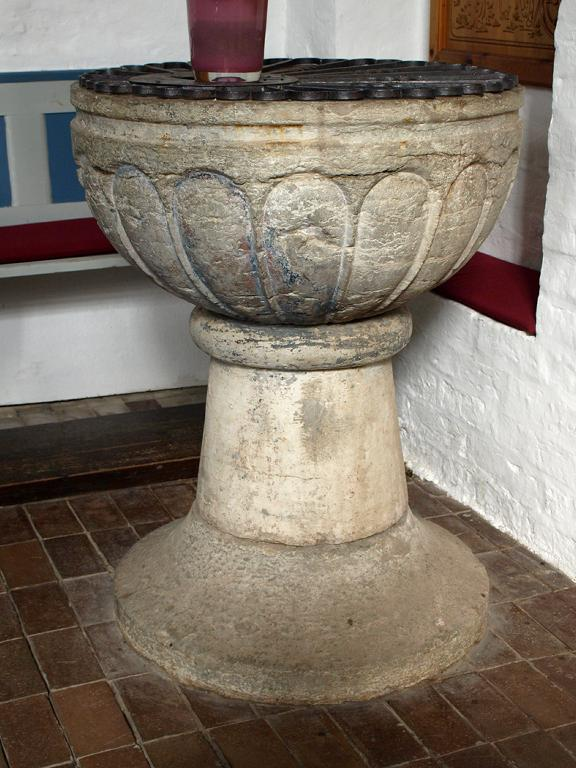
Taufstein (13. Jahrhundert)
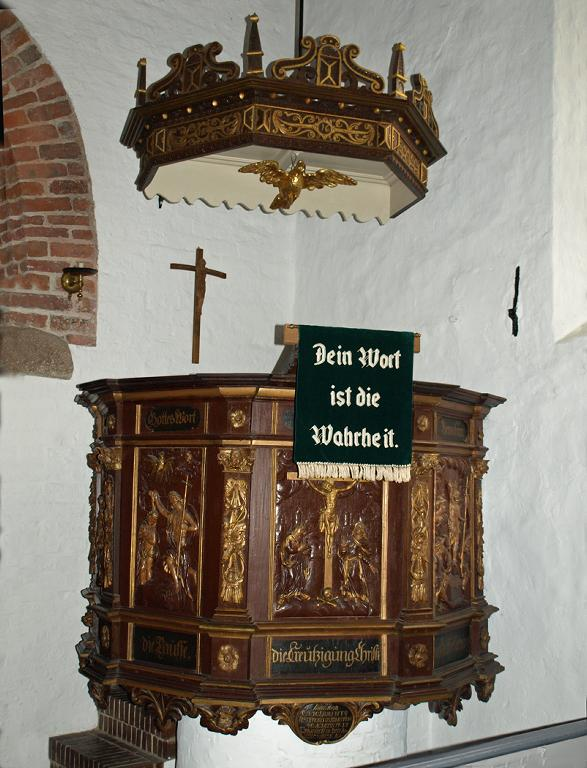
Kanzel (17. Jahrhundert)
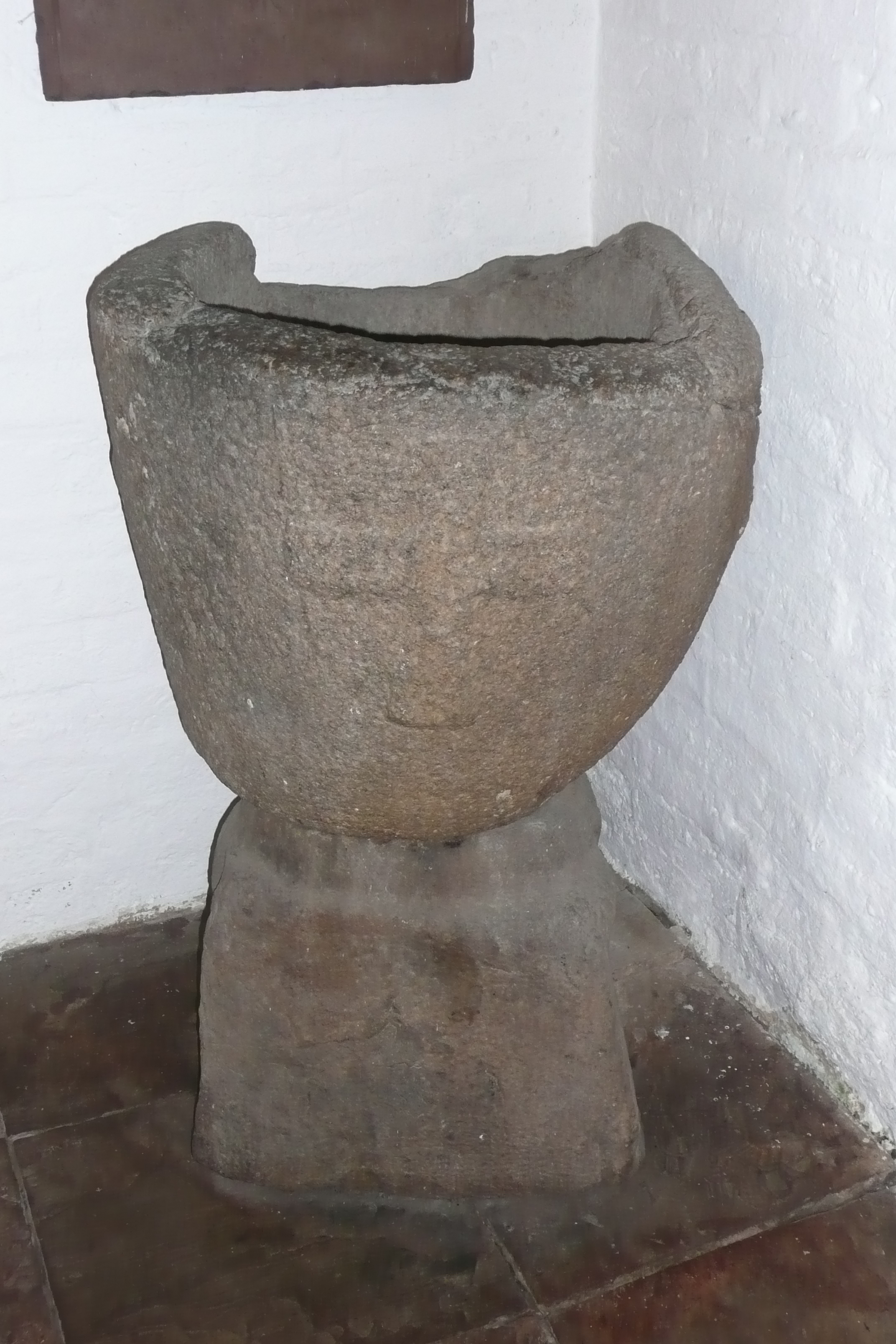
Weihwasserbecken

### Kronleuchter
Der Messingkronleuchter im Kirchenschiff mit zwei Lichtkränzen ist nach altem Modell aus Dänemark von 1979.
Im Chorraum hängt ein flämischer Kronleuchter von 1713, mit der Inschrift: „Johann Pietersen de Haen / Engel Jansen de Haen / Anno 1713 Gott zu Ehren und der Kirchen zum Zirath / Diese Krone verehret hat.“ Die beiden Stifter, Brüder von Lorenz de Haen, waren Walfangkapitäne und dankten Gott so für ihre gesunden Heimkehr.
er hat zwei Lichtkränze und ist von einem Pelikan gekrönt. Welcher der Legende nach seine Jungen mit seinem Blut heilt und speist und dadurch zum Symbolvogel für Jesus wurde.

### Gemälde
Zwei Pastorenbilder zeigen die Pastoren Flor Senior († 1739) und Junior († 1759) in halber Figur. Ein weiteres Gemälde stellt das Abendmahl dar. Das Bild ist der verloren geglaubte Mittelteil eines alten Altars der Kirche und wurde 1999 bei der Restaurierung des jetzigen Altars, als dessen Rückwand es diente, wiederentdeckt. Das Gemälde ist in einen giebelartigen Rahmen gefasst und wird von zwei gewundenen Säulen flankiert, es hängt an der Nordwand des Chorraumes.

### Fenster
Die drei zwischenzeitlich verschlossenen Öffnungen der Apsisfenster wurden 1932/1933 wieder aufgebrochen, die Fensterbilder wurden nach Entwürfen der Flensburger Künstlerin Käte Lassen neu gestaltet.

### Orgel

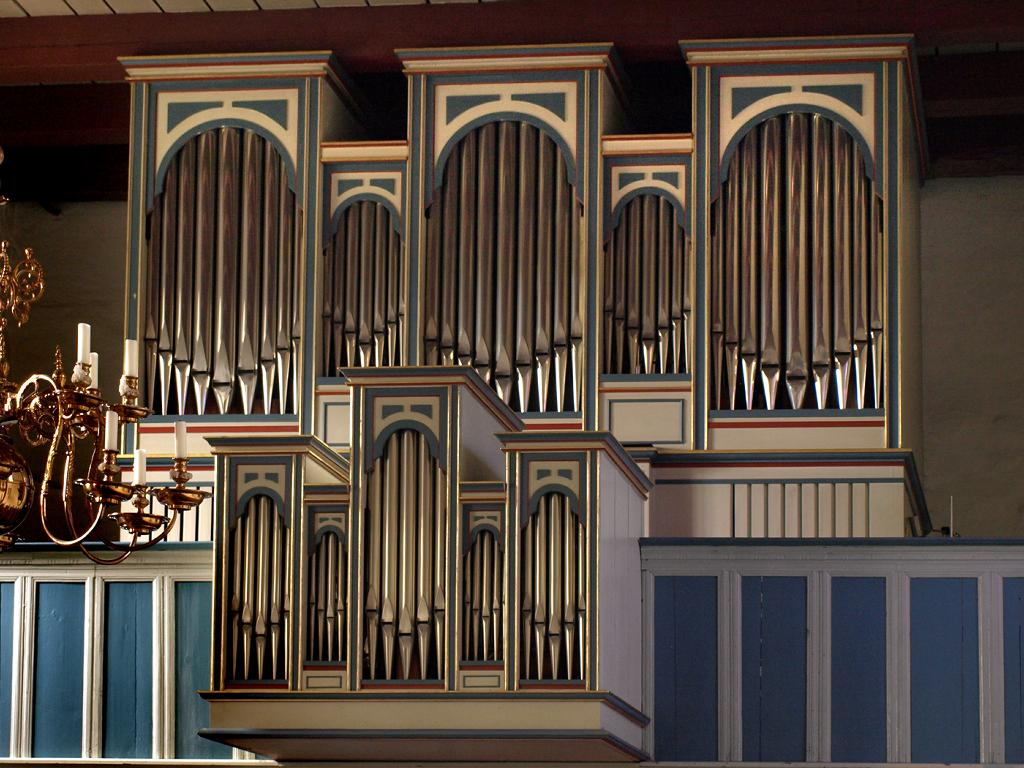
Orgel von 1965

Die Firma Kemper in Lübeck baute die Orgel mit zwölf Registern 1965. 1973 wurde sie von Eberhard Tolle aus Preetz neu intoniert, im Jahr 1984 durch den Kieler Orgelbaumeister Rudolf Neuthor restauriert und erweitert und besitzt seitdem 22 klingende Register in Hauptwerk, Rückpositiv und Pedal, hinzu kommen drei Koppeln.
| I Hauptwerk C–g3 |       |
| Prinzipal        | 8′    |
| Rohrflöte        | 8′    |
| Oktave           | 4′    |
| Spitzgedeckt     | 4′    |
| Nasat            | 2 ⁄3′ |
| Oktave           | 2′    |
| Blockflöte       | 2′    |
| Mixtur III–IV    |       |
| Trompete         | 8′    |
| Tremolant        |       |

| II Rückpositiv C–g3 |       |
| Holzgedeckt         | 8′    |
| Praestant           | 4′    |
| Rohrflöte           | 4′    |
| Prinzipal           | 2′    |
| Quinte              | 1 ⁄3′ |
| Sesquialtera I–II   |       |
| Scharf III–IV       |       |
| Krummhorn           | 8′    |
| Tremolant           |       |

| Pedal C–f1  |     |
| Subbass     | 16′ |
| Prinzipal   | 8′  |
| Gedecktbass | 8′  |
| Choralbass  | 4′  |
| Fagott      | 16′ |

- Koppeln: II/I, I/P, II/P

## Trivia
- Die Folge Sievers und die letzte Beichte der ZDF-Krimiserie Nord Nord Mord handelt von einem Leichenfund während einer Bestattung auf dem Kirchfriedhof und zeigt zahlreiche Aufnahmen aus der Kirche St. Martin. Die Kirche wird dabei als „katholische Kirche auf einer evangelischen Insel“ deklariert. Ein Beichtstuhl, der in den Aufnahmen unterhalb der Orgelempore zu sehen ist, existiert in Wirklichkeit nicht.[3] Er steht im Durchgang zu den hinteren Bänken sowie der Treppe zur Orgelempore, den es entsprechend im Film nicht gibt.

Auch der Keller unter der Sakristei existiert nicht. Im Sommer suchen oft Touristen vergeblich nach Anhaltspunkten dafür.